# Klizni pločasti ležaj
Klizni pločasti ležaj ili jednostavni ležaj je vrsta kliznog ležaja, koji se uglavnom sastoji od dviju ploča koje klize jedna po drugoj (obično je jedna ploča nepomična, dok druga klizi). Klizni pločasti ležaj se koristi uglavnom kod konstrukcija gdje se pojavljuje veliko toplinsko istezanje, kao što su mostovi, generatori pare u termoelektranama, i drugo.
Osnova kliznog pločastog ležaja su materijali s vrlo malim koeficijentom trenja μ, koji se učvršćuju na osnovnu metalnu strukturu. Moguće su razne kombinacije materijala, ali najčešće se koristi nehrđajući čelik (gornja pokretna ploča) i teflon (PTFE – politetrafluoretilen), koji imaju koeficijent trenja od 0,03 (kod opterećenja većeg od 30 N/mm2) do 0,08 (kod opterećenja 5 N/mm2) u slučaju podmazivanjem uljem, a bez podmazivanja koeficijent trenja se kreće od 0,06 do 0,16. Uobičajeno je da gornja ploča bude uvijek nešto veća od donje, tako da površine klizanja ostanu čiste. Donja teflonska ploča se može postaviti s graničnicima ili lijepljenjem.